# Angelo Portelli

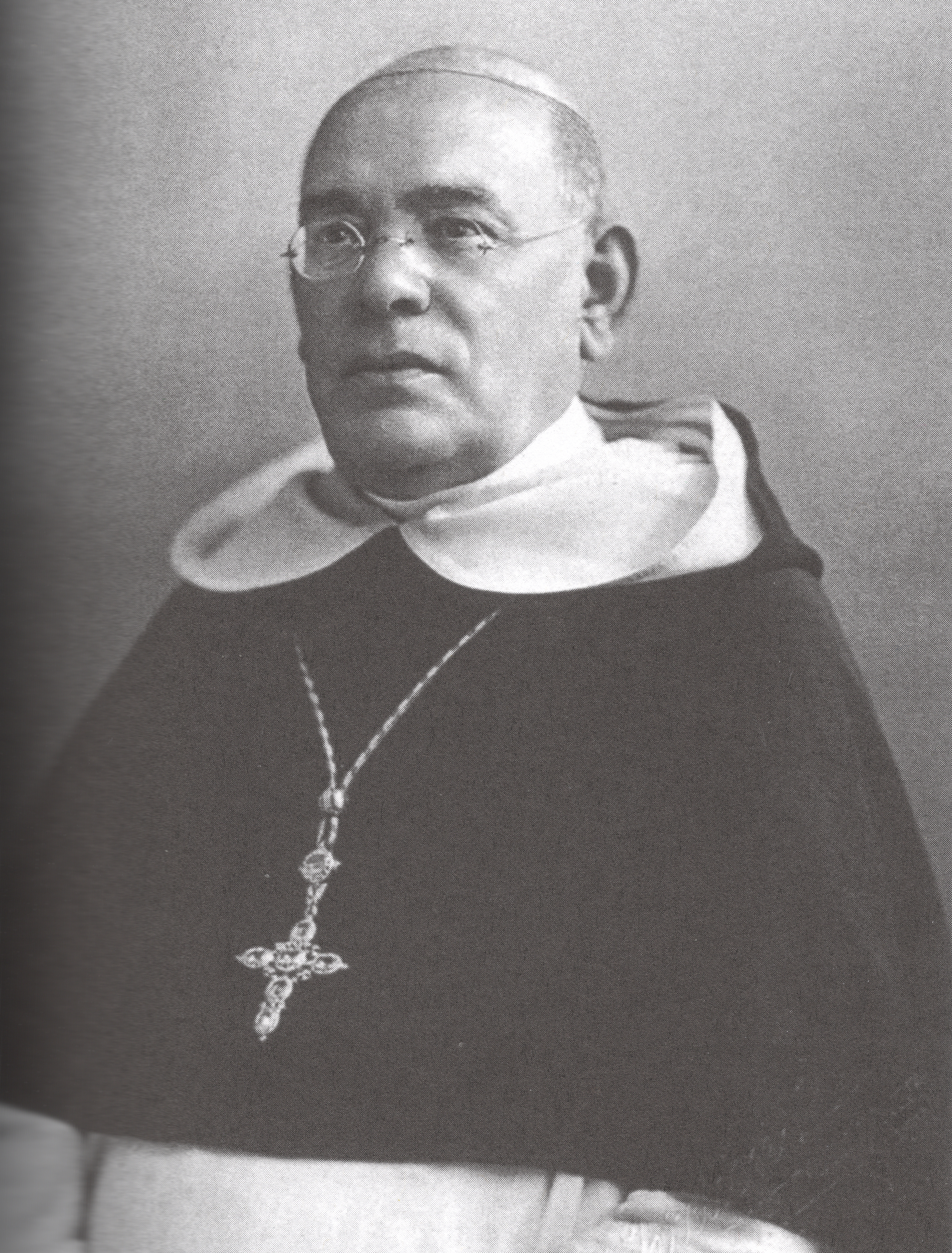
Weihbischof Angelo Portelli OP

Angelo Portelli OP (* 24. April 1852 in Valletta, Malta als Francis Xavier Portelli; † 19. Juni 1927 ebenda) war ein maltesischer römisch-katholischer Ordensgeistlicher und Weihbischof im Bistum Malta.

## Leben
Er war der Sohn von Francesco Portelli und dessen Ehefrau Maria Antonia Vella. Am 3. Februar 1868 legte er im maltesischen Mutterhaus in Notabile (maltesisch Mdina) die Profess ab und wurde unter dem Ordensnamen Angelo in den Dominikanerorden aufgenommen. Nach dem Studium der Philosophie und Theologie in Notabile empfing er 1874 die Priesterweihe für seinen Orden. Als Lektor am St.-Thomas-von-Aquin-Kolleg in Notabile unterrichtete er 1876–1882 sowie 1885–1892 unter anderem Theologie und Schriftauslegung. Von 1887 bis 1892 war er Novizenmeister. Der Dominikanerkonvent von Vittoriosa wählte ihn 1883 zum Prior, doch er trat nach kurzer Zeit zurück, um seiner Lehrtätigkeit nachzugehen. Er gehörte dem Konvent in Vittoriosa an und war von 1896 bis 1902 dessen Kaplan. 1902 wurde er zum Visitator der Frauenorden auf den Inseln Malta und Gozo berufen.
Papst Pius X. ernannte ihn am 31. März 1911 zum Titularbischof von Selinus und zum Weihbischof in Malta. Die Bischofsweihe spendete ihm am 14. Mai desselben Jahres der Bischof von Malta, Erzbischof Pietro Pace; Mitkonsekratoren waren Luigi Bignami, Erzbischof von Syrakus, und Giovanni Battista Arista-Vigo CO, Bischof von Acireale. Nach dem Tod von Erzbischof Pietro Pace im Jahr 1914 fungierte Angelo Portelli als Apostolischer Administrator der Diözese Malta, bis am 22. Januar 1915 Mauro Caruana OSB zum Diözesanbischof ernannt wurde. Im selben Jahr wurde Angelo Portelli von Erzbischof Caruana zum Generalvikar bestellt.
Angelo Portelli starb in seinem Haus in der Nähe des Dominikanerprirats von Valletta und wurde in der Kirche Our Lady of the Grotto in Rabat beigesetzt.